# Anton Horn

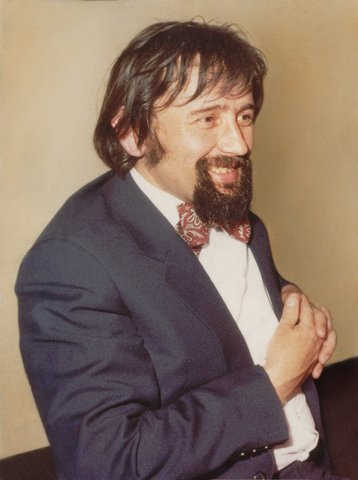
Anton Horn

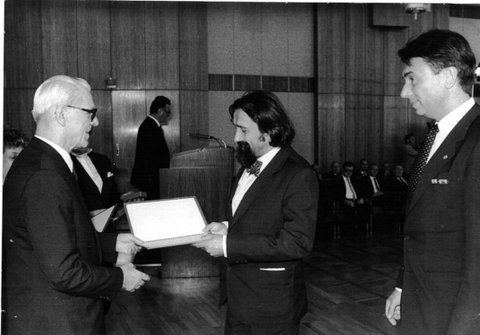
Anton Horn (Mitte) und Klaus Thielmann (rechts) bei der Verleihung des Nationalpreises der DDR 1985

Anton Horn (* 1. April 1940 in Cvikov; † 10. Januar 2004 in Jena) war ein deutscher Mediziner und Professor für Biochemie an der Friedrich-Schiller-Universität Jena.

## Leben
Anton Horn wurde in Böhmen geboren. Er stammt aus bäuerlichen Verhältnissen – seit Generationen Fleischer und Gastwirte. Im Zuge der Umsiedlung aus dem damaligen Sudetengebiet kam er mit seiner Mutter, der Vater noch in Gefangenschaft, nach Laucha an der Unstrut.
Er legte sein Abitur in Schulpforte ab und studierte in Jena Medizin. Nach dem Staatsexamen begann seine Tätigkeit am Institut für Biochemie in Jena, wo er schon während des Studiums (1958–1964) seine Promotion und später seine Habilitation (1976) angefertigt hat. Nach der Facharztprüfung wurde er Oberarzt am Institut und leitete hier eine selbständige Abteilung. 1986 wurde er zum außerordentlichen Professor und 1993 erhielt er eine C3-Professur für „Biochemische Analytik“. Er war verheiratet mit Barbara Horn, geb. Keck, der späteren Leiterin des Jenaer Institutes für Transfusionsmedizin, mit der er drei Kinder (Anne, Christoph und Dorothea) hatte.

## Wirken
Anton Horns Hauptarbeitsgebiete waren zeitlebens die proteinchemische und enzymologische Analytik. Ihn interessierten jedoch von Anbeginn an neben der reinen biochemischen Grundlagenforschung die Querschnittsbereiche mit physikalischen, mathematischen und klinisch-chemischen Bezügen und insbesondere auch die praktische Anwendung von Forschungsergebnissen. Dabei waren notwendigerweise auch dazu gehörige Entwicklungen von fehlenden Geräten und anderen Forschungswerkzeugen eingeschlossen. Das zeigte sich in seinen mehr als 150 Publikationen, mehr als 180 Vorträgen und den insgesamt 57 Patentanmeldungen. Für seine frühen Arbeiten an der Entwicklung des Kammer-Papier-Analysesystems wurde er 1973 zusammen mit Klaus Thielmann mit dem Virchow-Preis geehrt. Unter seiner Leitung und in enger Zusammenarbeit mit kubanischen Kollegen (CENIC) wurden zahlreiche Immunteste entwickelt und zur Gesundheitskontrolle sowohl in der ehemaligen DDR als auch in Kuba eingesetzt. In enger Zusammenarbeit mit der Zentralwerkstatt des Universitätsklinikums in Jena und dem damaligen VEB Carl Zeiss Jena gelang es ihm, ein umfassendes analytisches Ultramikrolitersystem (UML, SUMAL) zu entwickeln, das seiner Zeit weit voraus war. Dazu gehörten Repettierpipetten, verschiedenste parallelisierte Probenträger, 50- bis 96-fach Liquidhandler, spezielle Photometer, Temperiermodule und 96-fach Präzisionsküvetten. Dieses System schaffte im Institut und vielen anderen Einrichtungen der DDR die Grundlagen für die Entwicklung zahlreicher miniaturisierte Enzym-, Immun- und Screeningteste. Prototypen daraus sind heute in der historischen Gerätesammlung der Analytik-Jena AG zu sehen. Mit diesem System, für dessen Entwicklung er und Klaus Thielmann 1985 den Nationalpreis der DDR erhielten, war die Entwicklung und Durchführung von miniaturisierten, und daher sehr kostengünstigen, serologischen Testen und Immuntesten zur Früherkennung und Therapiekontrolle von einer Reihe von Tumorerkrankungen möglich. Noch vor der Einführung von Ultraschalluntersuchungen konnten so pränatal Neuralrohrdefekte mit hoher Sicherheit diagnostiziert werden. Außerdem wurden unter seiner Leitung mehrere wesentliche Teste (Galactosämie, Biotinidasemangel) für das Neugeborenenscreening entwickelt und sogar Diagnostika für ganz andere Anwendungsgebiete, wie der Phytopathologie und Tools für die Landwirtschaft erarbeitet. Die von ihm vorangetriebene Geräteentwicklungen wurden später in eigenen Entwicklungen sowohl in Kuba (SUMA, Sistema Ultra Micro Analítico) als auch in Jena von der Firma CyBio-AG (z. B. CyBi-wellTM) aufgegriffen und sehr erfolgreich zur Marktreife weitergeführt.
Anton Horn hat stets sehr aufmerksam die Einführung neuer Technologien in der Biochemie verfolgt. So gehörte er hier zu den ersten Anwendern der MALDI-Massenspektrometrie. Er setzte diese Technik erfolgreich zur Strukturaufklärung von Proteinen und Enzymen ein. In den letzten Arbeitsjahren widmete er sich der Proteomanalytik, wobei ihn auch hier seine vorausschauenden und analytischen Fähigkeiten zu originellen Lösungen führten. Diese Arbeiten wurden von seiner Arbeitsgruppe nach seinem Tod weiter geführt. Ihm wurden nach der politischen Wende zahlreiche DFG- und BMBF-finanzierte Projekte bewilligt. Anton Horn hat einen maßgeblichen Anteil am Erhalt der Zentralen Forschungswerkstätten des Jenaer Universitätsklinikums in ihrer heutigen Form als unverzichtbare Geburtsstätte von Prototypen für die Forschergruppen dieser Einrichtung.
Neben seinem großen Einsatz in der Forschung war Anton Horn auch ein engagierter Hochschullehrer der ausgiebig und originell mit didaktischen Mitteln experimentierte. Dadurch wurden vielen Generationen von Medizinstudenten in einem „Forschungspraktikum“ an experimentelle Arbeiten herangeführt. Darüber hinaus hat er eine Unzahl von Diplomanden, sehr zahlreiche Doktoranden und mehrere Habilitationen betreut.

## Schriften
- Untersuchungen zur Kinetik der Glucose-6-Phosphatase in der normalen und tetrachlorkohlenstoff-geschädigten Leber. A. Horn, Dissertation an der Med. Fakultät der FSU Jena (1964)
- Rapid large scale enzymatic analysis in the ultramicro range. A. Horn, K. Thielmann, Acta biol. med. germ. 27, 657 - 661 (1971)
- Quantitative fluorimetric determination of enzyme activity with the new microanalytical system KAPA. B. Horn, A. Horn, K. Thielmann, I. Wahrenberg, Acta biol. med. germ. 29 447 (1972)
- Determination of threshold values for blood ethanol by a two-enzyme-system - A new principle for the microanalytical system KAPA. K. Thielmann, A. Horn, G. Hanel, D. Klemmt, G. Cumme, H. Gildemeister, Acta biol. med. germ. 19, 453 (1972)
- Application of the Metal Complex Concept to Enzyme Reactions: G. A. Cumme, A. Horn, R. Bublitz, W. Achilles, Acta biol. med. germ. 311, 771 - 780 (1973)
- Principle and application of a multicuvette for determination of enzyme activities and substrate concentrations in the micro-range. E. Hoffmann-Blume, A. Horn and K. Thielmann, Acta biol. med. germ. 36, 1 - 6 (1977)
- Purification and characterization of commercial NADH and  accompanying dehydrogenase inhibitors. I. Wenz, W. Lösche, U. Till. H. Petermann and A. Horn, Methods in Enzymology 66, 11 - 23 (1980)
- Chamber analytical technique - its application to enzymatic and immunological assays in the ultra micro range. E. Hoffmann-Blume and A. Horn, Journal of Automatic Chemistry. 4, 92 (1982)
- Dynamic properties of a phosphofructokinase-pyruvate kinase system. In vitro  experiments using the substrate-state-technique. G. A. Cumme, R. Bublitz und A. Horn, European Journal of Biochemistry. 115, 59 - 65 (1981)
- Ultramikro-ELISA for Alpha1-Fetoprotein with the Chamber Analytical Technique. A. Horn, J. L. Fernandez Yero, M. Schulze, J. Clin. Chem. Clin. Biochem. 19, 702 (1981)
- Purification of alkaline phosphatase from calf intestine (AP) with immunosorbent affinity chromatography. A. Horn, R. Bublitz, I. L. Fernandez, Yero, M. Schulze, H. Ehle, Progress in Clinical Enzymology, Vol. 2, 255 - 259 (1983)
- Verfahren und Vorrichtung zur Durchführung von Ultramikroenzymimuntests. J. L. Fernandez Yero, J. Lopez Ruiz, A. Horn, M. Schulze, H. Ehle, J. Volke, WP C 12 Q 247 394 (1983)
- Ultramicro-ELISA using a fluorogenic substrate for detection of potato viruses. D. Reichenbächer, I. Kalinina, M. Schulze, A. Horn, H. Kleinhempel, Potato Research 27, 353 - 364 (1984)
- Bestimmung von Lipid-Antikörpern im Serum mit einem Ultramikroenzym-immunassay bei Kindern mit Harnwegsinfektionen. J. Misselwitz, A. Horn, W. Erler, Dtsch. Gesundh.wesen 39, 1627 - 1669 (1984)
- Intralumenal alkaline phosphatase of the calf intestine. H. Ehle, R. Bublitz, A. Horn, Biomed. Biochim. Acta 44, 2, 223 - 233 (1985)
- Testung und Erweiterung der Einsatzgebiete des Ultramikrolitersystems (UML), A. Horn, E. Hoffmann-Blume, K. Schilling, B. Horn, H. Ehle, G. Cumme, K. Thielmann, J. Fernandez Yero, B. Neef, J. Volke, Z. Klin. Med. 41, 557 - 560 (1986)
- Maternal serum alpha1-fetoprotein screening for neural tube defects and other disorders using an ultramikro-ELISA. H. Körner, L. Rodrigez, J. Fernandez Yero, M. Schulze, A. Horn, L. Heredero, S. Tinschert, J. Olivia, D. Sommer, R. Solis, C. Zwahr, P. Prenzlau, G. Cobet, H. Günther, Hum. Genet 73, 60 - 63 (1986)
- Mehrkanaldosiervorrichtung. A. Horn, R. Müller-Hipper, H. Wölfel, W. Hoyme, WP G 01 F/302 392 4 (1987)
- Evidence for Glycosylphosphatidylinositol(GPI) Anchoring of Intraluminal Alkaline Phosphatase of the Calf Intestine (AP). E. Hoffmann-Blume, M. B. Garcia Marenco, H. Ehle, R. Bublitz, M. Schulze and A. Horn, Eur. J. Biochem. 199, 305 - 312, (1991)
- Multiwavelength photometry of  thermochromic indicator solutions for  temperature determination in multicuvetts. K. Schilling, G. A. Cumme, E. Hoffmann-Blume, H. Hoppe, A. Horn, Clin. Chem. 39, 251 - 256, 1993
- Characterization of the interaction of alkaline phosphatase with an activity inhibiting monoclonal antibody by progress curve analysis. G. A. Cumme, U. Walter, R. Bublitz, H. Hoppe, H. Rhode, and A. Horn, J. Immunol. Meth. 182 (1995) 29-39
- Is the brush border membrane of the intestinal mucosa a generator of "chymosomes"? K.-J. Halbhuber, M. Schulze, H. Rhode, R. Bublitz, H. Feuerstein, M. Walter, W. Linss, H. W. Meyer, and A. Horn, Cell. Mol. Biol. 40 (8), 1077 - 1096, 1994
- Glycosylphosphatidylinositol-alkaline phosphatase from calf intestine as substrate for glycosylphosphatidylinositol-specific phospholipases-Microassay using hydrophobic chromatography in pipet tips. H. Rhode, E. Hoffmann-Blume, K. Schilling, S. Gehrhardt, A. Göhlert, A. Büttner, R. Bublitz, G. A. Cumme, A. Horn, Anal. Biochem. 231 (1995) 99-108
- Newborn screening for galactosemia: ultramicro assay for galactose-1-phosphate-uridyltransferase activity. H. Rhode, E. Elei, I. Taube, T. Podskarbi, A. Horn, Clin. Chim. Acta 274 (1998) 71-87
- Biotinidase determination in serum and dried blood spots – High sensitivity fluorimetrical ultramicro-assay. Broda, E., Baumgartner, E. R., Scholl, S., Stopsack, M., Horn, A., Rhode, H., Clinica Chimica Acta 314 (2001) 175-185
- Multidimensional proteomics of human serum using parallel chromatography of native constitutents and microplate technology. A. Horn, S. Kreusch, R. Bublitz, H. Hoppe, G.A. Cumme, M. Schulze, T. Moore, G. Ditze, H. Rhode, Proteomics 2006, 6, 559-570